# Chanousse
Chanousse ist eine französische Gemeinde im Département Hautes-Alpes in der Region Provence-Alpes-Côte d’Azur. Sie gehört zum Kanton Serres im Arrondissement Gap. 

## Geografie
Zur Gemeinde gehören neben der Hauptsiedlung auch die Weiler Les Chabanas, Les Courtilles, Le Couvent, Les Granges, La Combe, La Baume und Le Moulin.
Chanousse liegt am Fluss Blaisance und grenzt im Norden an Montclus, im Nordosten an Méreuil, im Osten an Trescléoux, im Südosten an Orpierre, im Süden an Étoile-Saint-Cyrice und im Westen an Montjay.

## Bevölkerungsentwicklung
| Jahr      | 1962 | 1968 | 1975 | 1982 | 1990 | 1999 | 2006 | 2013 |
| --------- | ---- | ---- | ---- | ---- | ---- | ---- | ---- | ---- |
| Einwohner | 44   | 30   | 22   | 29   | 30   | 34   | 44   | 54   |

## Sehenswürdigkeiten
- Kapelle im Weiler Les Courtilles, erbaut um 1650
- Kirche Saint-Sébastien, erbaut um 1850

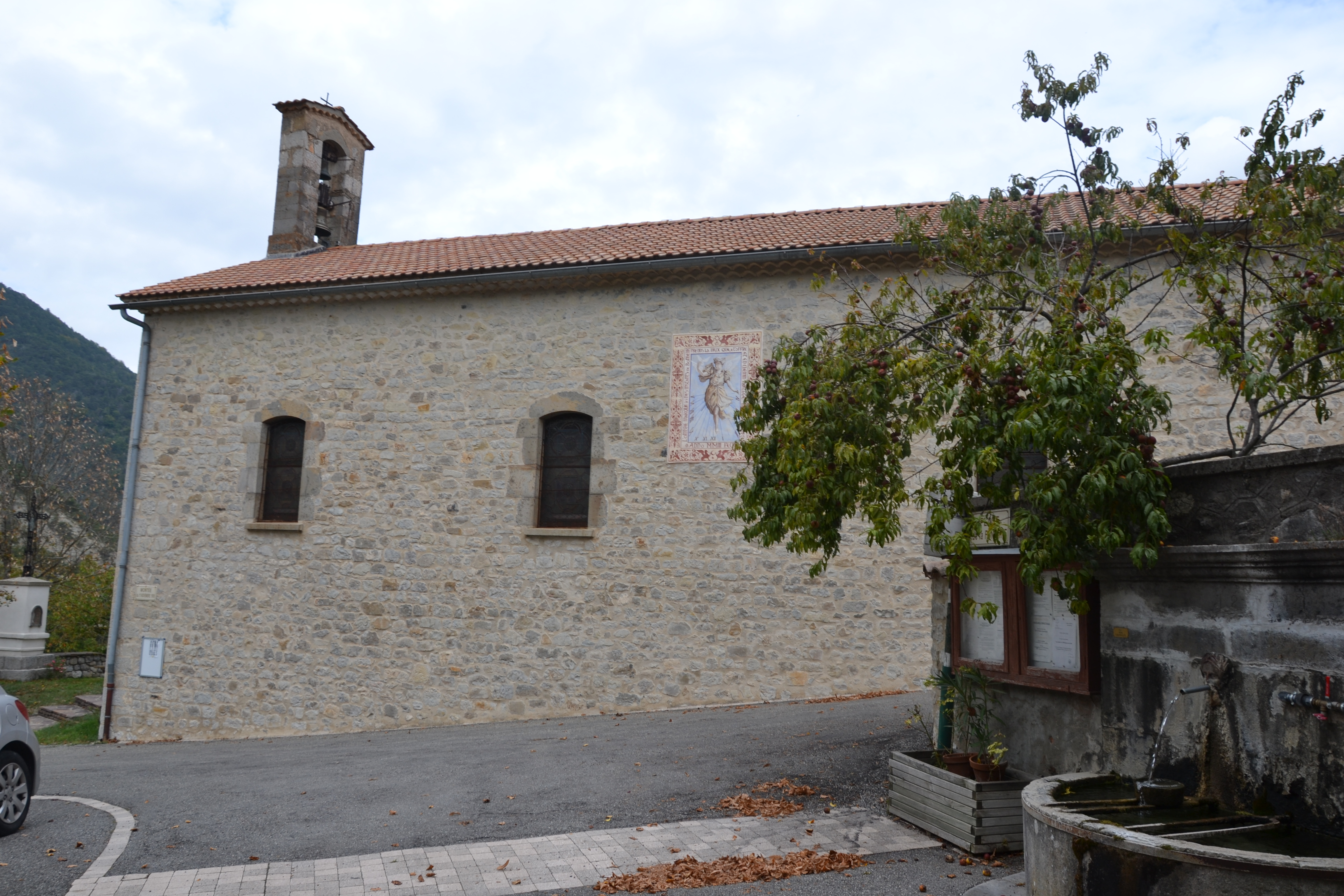
Kirche Saint-Sébastien